# McQuade of the Traffic Squad
McQuade of the Traffic Squad (o MacQuade of the Traffic Squad) è un cortometraggio muto del 1915 scritto e diretto da Eugene Nowland.

## Produzione
Il film fu prodotto dalla Edison Company.

## Distribuzione
Distribuito dalla General Film Company, il film - un cortometraggio in una bobina - uscì nelle sale cinematografiche USA il 12 giugno 1915.
Il cortometraggio fu presentato in DVD il 15 luglio 2008.